# Neivamyrmex quadratooccipitus
Neivamyrmex quadratooccipitus är en myrart som beskrevs av Charles James Watkins 1975. Neivamyrmex quadratooccipitus ingår i släktet Neivamyrmex och familjen myror. Inga underarter finns listade i Catalogue of Life.